# Gahanna
Gahanna – miasto w Stanach Zjednoczonych, w centralnej części stanu Ohio, na przedmieściach Columbus. Liczba mieszkańców w 2000 roku wynosiła 32 663.
Miasto leży w strefie klimatu kontynentalnego, z gorącym, często wilgotnym latem, i dosyć ostrą zimą, należącego według klasyfikacji Köppena do strefy Dfa. Średnia temperatura roczna wynosi 10,6 °C, a opady 916 mm